# Akis Zikos
Andreas Wasilios "Akis" Zikos  (ur. 1 czerwca 1974 roku w Atenach) – były grecki piłkarz występujący na pozycji defensywnego pomocnika.

## Kariera klubowa
Akis Zikos zawodową karierę rozpoczynał w 1993 roku w Skodzie Ksanti. Przez 5 lat występował z nią w rozgrywkach greckiej pierwszej ligi. Nie odnosił w tym czasie żadnych sukcesów, a najlepszą pozycją w lidze Skody była 6. wywalczona w sezonie 1995/1996. Zikos dla zespołu z Tracji rozegrał łącznie 114 ligowych pojedynków i zdobył 1 bramkę. Latem 1998 roku grecki zawodnik podpisał kontrakt z AEK Ateny. W nowym klubie od razu wywalczył sobie miejsce w podstawowym składzie. W debiutanckim sezonie zdobył z ateńską drużyną wicemistrzostwo kraju, w dwóch kolejnych latach kończył ligowe zmagania na 3. pozycji, a podczas rozgrywek 2001/2002 AEK ponownie zdobył wicemistrzostwo Grecji. Podczas pobytu w Atenach Zikos 2 razy wywalczył Puchar Grecji – w 2000 i 2002 roku.
W trakcie letniego okienka transferowego w 2002 roku Zikos przeszedł do prowadzonego przez Didiera Deschampsa AS Monaco. W 2003 roku zdobył z nim Puchar Ligi Francuskiej, jednak nie wystąpił w finałowym spotkaniu z FC Sochaux-Montbéliard. W kolejnym sezonie Grek razem ze swoim zespołem dotarł do finału Ligi Mistrzów, w którym Monaco przegrało 0:3 z portugalskim FC Porto. Zikos w finałowym meczu rozegrał pełne 90 minut, a w linii pomocy grał u boku Édouarda Cissé i Lucasa Bernardiego. Wychowanek Skody Ksanti został pierwszym Grekiem, który wystąpił w finale tych rozgrywek. W Monaco Zikos występował do 2006 roku, rozgrywając w tym czasie ponad 100 spotkań w Ligue 1.
W 2006 roku Zikos powrócił na 2 lata do AEK Ateny, z którym 2 razy zdobył wicemistrzostwo Grecji. 20 kwietnia 2008 roku piłkarz zakończył karierę.

## Kariera reprezentacyjna
Początkowo Zikos występował w reprezentacji Grecji do lat 21. W seniorskiej drużynie zadebiutował 3 lutego 1999 roku w zwycięskim 2:0 spotkaniu z Finlandią. Następnie brał udział w nieudanych dla jego reprezentacji eliminacjach do Euro 2000. Ostatni mecz w zespole narodowym Zikos rozegrał 14 listopada 2001 roku, kiedy to Grecy przegrali 1:2 z Cyprem.

## Sukcesy
AEK Ateny
Wicemistrzostwo Grecji: 1998/1999, 2001/2002, 2006/2007, 2007/2008
Puchar Grecji: 1999/2000, 2001/2002
 AS Monaco
Puchar Ligi Francuskiej: 2002/2003
Finał Ligi Mistrzów: 2003/2004